# Витби (Онтарио)
Витби (енгл. Whitby) је град у Канади у покрајини Онтарио. Према резултатима пописа 2011. у граду је живело 122.022 становника.

## Становништво
Према резултатима пописа становништва из 2011. у граду је живело 122.022 становника, што је за 9,7% више у односу на попис из 2006. када је регистровано 111.184 житеља.
| 2006.   | 2011.   | 2016.   |
| ------- | ------- | ------- |
| 111.184 | 122.022 | 128,377 |